# Nevado Coropuna
Le Nevado Coropuna est un stratovolcan du Pérou. Il se trouve dans la province de Condesuyos, au sein de la région d'Arequipa, dans le Sud du pays, et fait partie de la zone volcanique centrale des Andes. Il culmine à 6 377 mètres et est couronné par une calotte glaciaire qui descend jusqu'à 5 200 mètres d'altitude.

## Situation

Carte topographique du volcan.

Situé à 150 kilomètres d'Arequipa, sa base est située entre 4 350 et 4 400 mètres d'altitude. Le Coropuna possède huit cimes disposées en fer à cheval autour d'un ancien cratère et recouverts d'une calotte glaciaire. Cette calotte glaciaire a diminué de 54 % entre 1958 et 2006, et sa disparition à terme pourrait priver d'eau une population de 50 000 habitants.

## Ascensions
- 1911 - La montagne est gravie pour la première fois en 1911 dans le cadre d'une expédition archéologique conduite par l'américain Hiram Bingham.
- 1950 - Piero Ghiglione et Alberto Parodi atteignent le sommet sud-est.
- 1952 - Piero Ghiglione et Matthias Rebitsch, Victor Motta, M. Montañez réussissent l'ascension de la face nord-ouest.
- 1966 - Ascension du sommet est par R. Culbert.